# PalaRuggi
Il palasport Amedeo Ruggi, comunemente detto PalaRuggi, è un impianto sportivo situato a Imola.
Il palazzetto, progettato da Ferdinando Forlai e intitolato all'ex sindaco imolese che ne promosse la costruzione, è situato in un centro sportivo che include due piscine (di cui una, scoperta, olimpionica) oltre ad alcune palestre.
È stato inaugurato nel 1970, nel corso degli anni è diventata la casa delle tre  principali squadre cestistiche di Imola, l'Andrea Costa, la Virtus e più recentemente anche della "nuova" Grifo Basket Imola.
L'Andrea Costa, dopo aver raggiunto la promozione in Serie A2 al termine del campionato 1994-1995, ha dovuto lasciare il PalaRuggi poiché l'impianto non soddisfaceva i requisiti minimi per la categoria. Infatti, dopo una stagione a Cesena e altre due in una tensostruttura a Imola nei pressi dell'autodromo, la squadra si era stabilita definitivamente al PalaCattani di Faenza. La stagione 2012-2013 è stata quella del ritorno al "Ruggi", grazie all'abbassamento dei requisiti minimi imposti dalla Lega (da 2500 a 2000 posti) e ai contemporanei lavori di restyling che hanno introdotto nuovi posti a sedere.
Nel frattempo la Virtus Imola e successivamente anche la Grifo Imola (dopo un breve periodo alla Palestra Ravaglia), complice la partecipazione a campionati inferiori, hanno continuato a disputare le loro gare in casa al PalaRuggi.